# Txarly Brown
Txarly Brown és el nom artístic de Carles Closa (Barcelona, 1967)

## Biografia
Il·lustrador i dissenyador gràfic barcelonès centrat en la indústria musical. Col·leccionista i discjòquei. El 1991 recopilà amb el subsegell Semaphore Holanda Sock It Records els Lps Latin Ska Fiesta i Latin Ska Fever, punt de partida de l'escena skatalítica nacional. El 1995 funda Novophonoi Diskak a Donostia. Més tard, com a músic experimental, va publicar discos com Camping Gaz (Universal, 2001) i The Nairobi Trio (Enter Music, 2002). Es va dedicar a col·leccionar vells discos de tipus rumbero i flamenc per a samplejar-los en les seves produccions electròniques. Així va néixer la seva afició per la rumba catalana i comença una nova etapa d'obsessió per aquest so, que el porta fins als nostres dies. El 2006, després d'un exhaustiu treball de documentació i rastreig de discos, desenvolupa el projecte de recopilació Achilifunk Gipsy Soul 1969-1979 (Lovemonk, 2007), la presentació del qual el porta de gira per tot Europa i al qual el seguirà Más Achilifunk, 2009, presentat a Berlin, Múnich, Londres, Sonar’09, PobArb...
Darrerament productor de discos, també dirigeix la programació artística del Rumba Club (dimecres a l'Apolo 2) des d'abril del 2007 i presenta un programa setmanal a Radio Gladys Palmera Achilifunk Radio Show. L'abril del 2008 fou nomenat President de Foment per la Rumba Catalana (FORCAT). El setembre de 2010 va presentar la tercera part de la saga Achilifunk Gitano Real (Lovemonk 2011).